# 쇼이스타 물로조노바
쇼이스타 물로조노바(타지크어: Шоиста Муллоҷонова, 러시아어: Шоиста Муллоджанова, 1925년 9월 3일 ~ 2010년 6월 26일)는 타지키스탄의 가수이다. 1957년 소련 타지크 소비에트 사회주의 공화국 정부로부터 인민예술가 칭호를 받았다.